# Karehalli, Chiknayakanhalli
Karehalli là một làng thuộc tehsil Chiknayakanhalli, huyện Tumkur, bang Karnataka, Ấn Độ.